# Гарреллс (Північна Кароліна)
Гарреллс (англ. Harrells) — місто (англ. town) в США, в округах Сампсон і Даплін штату Північна Кароліна. Населення — 160 осіб (2020).

## Географія
Гарреллс розташований за координатами 34°43′40″ пн. ш. 78°12′5″ зх. д. / 34.72778° пн. ш. 78.20139° зх. д. (34.727864, -78.201496).  За даними Бюро перепису населення США в 2010 році місто мало площу 8,17 км², уся площа — суходіл.

## Демографія
Згідно з переписом 2010 року, у місті мешкали 202 особи в 82 домогосподарствах у складі 49 родин. Густота населення становила 25 осіб/км².  Було 95 помешкань (12/км²).
Расовий склад населення:
| - 53,0 % — білих - 32,7 % — чорних або афроамериканців - 1,0 % — корінних американців - 13,4 % — осіб інших рас |

До двох чи більше рас належало 0,0 %. Частка іспаномовних становила 17,3 % від усіх жителів.
За віковим діапазоном населення розподілялося таким чином: 21,3 % — особи молодші 18 років, 57,4 % — особи у віці 18—64 років, 21,3 % — особи у віці 65 років та старші. Медіана віку мешканця становила 44,5 року. На 100 осіб жіночої статі у місті припадало 85,3 чоловіків;  на 100 жінок у віці від 18 років та старших — 74,7 чоловіків також старших 18 років.
Середній дохід на одне домашнє господарство  становив 59 513 долари США (медіана — 51 250), а середній дохід на одну сім'ю — 68 532 долари (медіана — 57 250). За межею бідності перебувало 8,2 % осіб, у тому числі 35,7 % дітей у віці до 18 років та 8,7 % осіб у віці 65 років та старших.
Цивільне працевлаштоване населення становило 75 осіб. Основні галузі зайнятості: сільське господарство, лісництво, риболовля — 22,7 %, будівництво — 14,7 %, роздрібна торгівля — 13,3 %, виробництво — 13,3 %.